# Pavel Steidl
Pavel Steidl (Rakovník, 1961) is een Tsjechisch gitarist en componist.

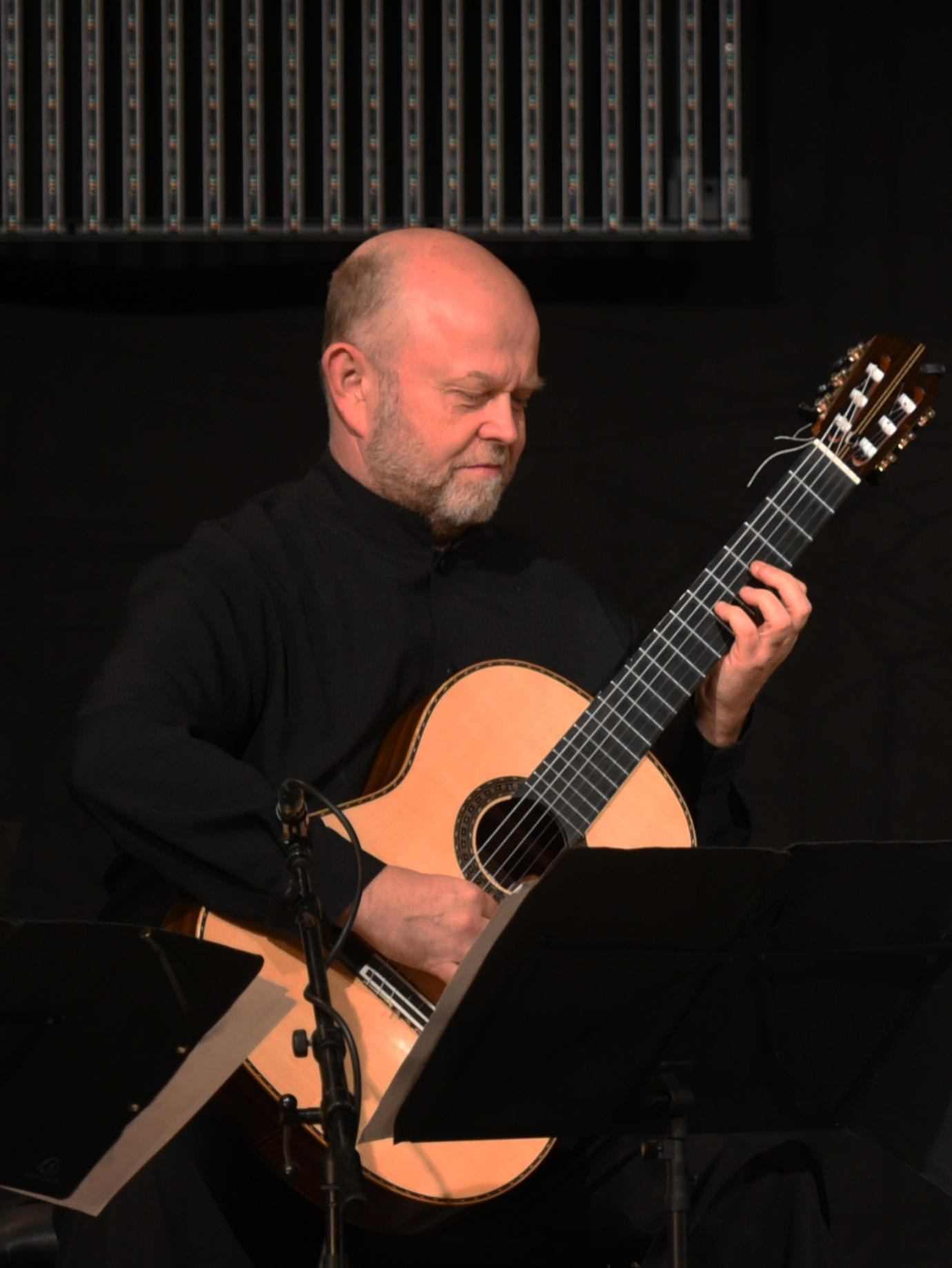
Pavel Steidl (2018)

Pavel Steidl is geboren in Rakovník in (Tsjechië). Hij studeerde van 1977 tot 1983 aan het Praags Conservatorium en daarna tot 1987 klassiek gitaar aan de Akademie múzických umění v Praze. Zijn docenten waren Milan Zelenka, Arnošt Sadlik en Štepán Rak. In 1980 won hij de eerste prijs van het Gitaarfestival van Radio France.
Vanaf 1987 woonde hij voornamelijk in Nederland Amersfoort), waar hij ruim zeven jaar lesgaf aan de RMA muziekschool. Ook was hij een verbonden aan het Koninklijk Vlaams Conservatorium te Antwerpen. Sinds 2004 woont hij in Skrye in Tsjechië, 40 kilometer ten westen van Praag en geeft daar privélessen.
Pavel Steidl heeft diverse cd's opgenomen en geeft concerten over de hele wereld. Op zijn repertoire staan, naast eigen composities, stukken van zijn voormalige docenten Štepán Rak en Miloš Zelenka en van Johann Sebastian Bach, Niccolo Paganini, Johann Kaspar Mertz, Luigi Legnani, John Dowland, Napoléon Coste en anderen.